# South East (Botswana)
South East est un sous-district du Botswana.

## Situation
South East se trouve dans le district du Sud-Est entre Gaborone et Lobatse. Son chef-lieu est Ramotswa[réf. souhaitée].

## Villes
- Mogobane
- Otse
- Ramotswa
- Ramotswa station/Taung
- Tlokweng